# Godfrey Chitalu
Godfrey Chitalu (Luanshya, 22 oktober 1947 – Gabon, 27 april 1993) was een Zambiaans voetbalspeler en nadien voetbalcoach van onder meer het nationaal Zambiaans elftal.

## Doelpunten
Chitalu speelde van 1967 tot 1970 voor Kitwe United FC, in 1968 scoorde hij er 81 doelpunten. Daarna werd hij getransfereerd naar Kabwe Warriors FC. In het kalenderjaar 1972 maakte hij - club en nationale ploeg samen - 107 doelpunten. Dit record wordt echter niet erkend door de FIFA, waardoor dat record in handen blijft van Lionel Messi.
Van 1968 tot 1980 scoorde Godfrey Chitalu 76 doelpunten voor de nationale ploeg. In 1978 speelde hij voor zijn land de African Cup of Nations in Ghana. Chitalu, ook wel Ucar genoemd, werd vijf maal de speler van het jaar in Zambia. In 1980 was hij lid van de nationale ploeg op de Olympische Spelen van Moskou.
Chitalu, vijfvoudig speler van het jaar in Zambia, ging na zijn carrière aan de slag als coach van Kabwe Warriors. In 1993 stond hij aan het hoofd van de nationale ploeg toen hun vliegtuig neerstortte in Gabon. Alle inzittenden kwamen hierbij om het leven.
- International Standard Name Identifier: 0000 0000 4593 3921
- Library of Congress Control Number: no98020269
- Virtual International Authority File: 26676702
- WorldCat: E39PBJdmjxKrVgvBvMhtr6txjC